# Saison 7 de Weeds
Chronologie
Saison 6 de Weeds Saison 8 de Weeds
Cet article présente le guide de la saison 7 du feuilleton télévisé Weeds.

## Épisode 1:Des valises
- Titre original : Bags
- Scénariste(s) : Jenji Kohan
- Réalisateur(s) : Scott Ellis
- Directeur photo : Steven h.smith
  -  États-Unis : 27 juin 2011
  -  France : 19 septembre 2013
- Résumé : Nancy obtient une libération sur parole.

## Épisode 2:Les fruits explosifs
- Titre original : From Trauma Cometh Something
- Scénariste(s) : Jenji Kohan & Carly Mensch
- Réalisateur(s) : Michael Trim
- Directeur photo : Steven h.smith
  -  États-Unis : 4 juillet 2011
  -  France : 19 septembre 2013
- Résumé : Nancy entre en contact avec la personne à qui elle doit remettre les explosifs.

## Épisode 3:Réinsertion, mon amour
- Titre original : Game-Played
- Scénariste(s) : Jenji Kohan & Victoria Morrow
- Réalisateur(s) : Scott Ellis
- Directeur photo : Steven h.smith
  -  États-Unis : 11 juillet 2011
  -  France : 26 septembre 2013
- Résumé : Nancy doit suivre des cours au centre après avoir été contrôlée à l'issue de sa petite escapade.

## Épisode 4:Un trou dans le niquab
- Titre original : A Hole in Her Niqab
- Scénariste(s) : Jenji Kohan & Dave Holstein
- Réalisateur(s) : Eric Jewett
- Directeur photo : Steven h.smith
  -  États-Unis : 18 juillet 2011
  -  France : 26 septembre 2013
- Résumé : Nancy cherche les services d'un avocat.

## Épisode 5:Aujourd'hui, on mange avec les mains
- Titre original : Fingers Only Meat Banquet
- Scénariste(s) : Jenji Kohan & Brendan Kelly
- Réalisateur(s) : Scott Ellis
- Directeur photo : Steven h.smith
  -  États-Unis : 25 juillet 2011
  -  France : 3 octobre 2013
- Résumé : Le jour de l'audience concernant la garde définitive de Stevie approche. Nancy demande à Silas d'être son témoin de moralité. En arrivant à LA, l'audience est reportée. Nancy se rend chez sa sœur et fait un scandale. Son beau-frère Scott l'aide en lui permettant de voir Stevie.

## Épisode 6:Moi et les miens
- Titre original : Object Impermanence
- Scénariste(s) : Jenji Kohan & Stephen Falk
- Réalisateur(s) :  Michael Trim
- Directeur photo : Steven h.smith
  -  États-Unis : 1er août 2011
  -  France : 3 octobre 2013
- Résumé : Nancy et Silas retrouvent Heylia James. Heylia va fournir Nancy mais en échange Silas doit rester pour la récolte.

Shane suit des cours de droit pénal.
Andy cherche des investisseurs pour son vélo hybride.
Shane et Andy ouvre un magasin de vélo comme couverture pour Nancy.

## Épisode 7:Donnant-Donnant
- Titre original : Vehement v. Vigorous
- Scénariste(s) : Jenji Kohan & Carly Mensch
- Réalisateur(s) : Scott Ellis
- Directeur photo : Steven h.smith
  -  États-Unis : 8 août 2011
  -  France : 10 octobre 2013
- Résumé : Silas obtient 13 kg de cannabis.Le jeune homme voit les choses en grand, il veut monter un réseau solide, vaste et bien implanté et Nancy pas ! Lors d'un match de baseball avec son boulot, la SEC lui propose de devenir leur taupe en espionnant sa société.

## Épisode 8:La voie de la sagesse
- Titre original : Synthetics
- Scénariste(s) : Jenji Kohan & Victoria Morrow
- Réalisateur(s) : Michael Trim
- Directeur photo : Steven h.smith
  -  États-Unis : 15 août 2011
  -  France : 10 octobre 2013
- Résumé : Nancy découvre que Zoya est sortie de prison.

## Épisode 9:Courage, fuyons!
- Titre original : Cats! Cats! Cats!
- Scénariste(s) : Jenji Kohan & Dave Holstein
- Réalisateur(s) : Michael Trim
- Directeur photo : Steven h.smith
  -  États-Unis : 22 août 2011
  -  France : 17 octobre 2013
- Résumé : Nancy découvre l'activité de Shane.

## Épisode 10:Qui va faire le ménage?
- Titre original : System Overhead
- Scénariste(s) : Jenji Kohan & Brendan Kelly
- Réalisateur(s) : Scott Ellis
- Directeur photo : Steven h.smith
  -  États-Unis : 29 août 2011
  -  France : 17 octobre 2013
- Résumé : Silas est consterné.

## Épisode 11:Relooking extrême
- Titre original : Une Mère que j'aimerais baiser
- Scénariste(s) : Jenji Kohan, Roberto Benabib & Matthew Salsberg
- Réalisateur(s) : Eric Jewett
- Directeur photo : Steven h.smith
  -  États-Unis : 12 septembre 2011
  -  France : 24 octobre 2013
- Résumé : Doug emmène Andy et Nancy dans les Hamptons où une grande réception est organisée. Emma (Panty House) est arrêtée à cause de Nancy.

## Épisode 12:Herbe, luxe et volupté
- Titre original : Qualitative Spatial Reasoning
- Scénariste(s) : Jenji Kohan & Stephen Falk
- Réalisateur(s) : Scott Ellis
- Directeur photo : Steven h.smith
  -  États-Unis : 19 septembre 2011
  -  France : 24 octobre 2013
- Résumé : Silas et Nancy se retrouvent en concurrence sur le marché de la drogue.

## Épisode 13:King Bong
- Titre original : Do Her/Don't Do Her
- Scénariste(s) : Jenji Kohan
- Réalisateur(s) : Michael Trim
- Directeur photo : Steven h.smith
  -  États-Unis : 26 septembre 2011
  -  France : 31 octobre 2013
- Résumé : Grâce à la complicité de Silas, Jill débarque à New York pour faire du chantage à sa sœur.